# Malebennūr
Malebennūr är en ort i Indien.   Den ligger i distriktet Davanagere och delstaten Karnataka, i den södra delen av landet, 1 600 km söder om huvudstaden New Delhi. Malebennūr ligger 602 meter över havet och antalet invånare är 22 867.
Terrängen runt Malebennūr är huvudsakligen platt, men åt sydväst är den kuperad. Runt Malebennūr är det tätbefolkat, med 591 invånare per kvadratkilometer. Närmaste större samhälle är Harihar, 19,1 km norr om Malebennūr. Trakten runt Malebennūr består till största delen av jordbruksmark.